# Ketu North District
Ketu North District är ett distrikt i Ghana.   Det ligger i regionen Voltaregionen, i den sydöstra delen av landet, 150 km nordost om huvudstaden Accra.